# Rifwachters of rondkoppen
Rifwachters of rondkoppen (Plesiopidae) zijn een familie van straalvinnige vissen uit de orde van Baarsachtigen (Perciformes). Voeden zich met garnalen en andere kleine zeedieren.

## Geslachten
- Acanthoclinus Jenyns, 1841
- Acanthoplesiops Regan, 1912
- Assessor Whitley, 1935
- Beliops Hardy, 1985
- Belonepterygion McCulloch, 1915
- Calloplesiops Fowler & Bean, 1930
- Fraudella Whitley, 1935
- Paraplesiops Bleeker, 1875
- Plesiops Oken, 1817
- Steeneichthys Allen & Randall, 1985
- Trachinops Günther, 1861